# Terence Kongolo
Terence Kongolo (Friburg, Suïssa el 14 de febrer de 1994) és un futbolista neerlandès que va fer el seu debut a la lliga amb el Feyenoord de l'Eredivisie durant la temporada 2011-2012. Actualment juga al Rapid de Viena.
El 13 de maig de 2014 va ser inclòs per l'entrenador de la selecció dels Països Baixos, Louis Van Gaal, a la llista preliminar de 30 jugadors per representar aquest país a la Copa del Món de Futbol de 2014 al Brasil. Finalment va ser confirmat en la nòmina definitiva de 23 jugadors el 31 de maig.